# 사채꾼 우시지마
《사채꾼 우시지마》(闇金ウシジマくん 야미킨우시지마쿤[*])는 만화가 마나베 쇼헤이의 일본 만화이다. 2004년부터 《빅 코믹 스피리츠》에 부정기적으로 연재되고 있다.
2010년에는 마이니치 방송에서 야마다 다카유키를 주연으로 드라마화했으며, 2012년에는 드라마의 극장판이 개봉되었다. 또 2014년 1월에는 드라마의 새로운 시즌이 방송되었고 5월에는 극장판의 속편이 개봉됐다.